# 义胆雄心 (香港电影)
《義膽雄心》（英語：Gangland Odyssey）是1990年上映的一部香港動作警匪片，由陳惠敏執導，劉德華、萬梓良、陳惠敏、姚煒和簡慧真主演。

## 剧情
1974年，黑道中人高树培为帮派刺杀仇敌后，远赴日本避难。
1990年，英籍警官白朗之子保罗在香港被日本極道山下组绑架，退休警察范志洪得到前上司白朗的求助，从美国三藩市回港协助相救，白朗养子小杰一同相助，二人联手把保罗救回，不过在解救过程中，他们杀害两名日本人，这让二人面临危险境地。志洪回港后探望其舊情人雪莉希望Shirley陪他回美国一起生活，却始终无法得到对方的肯定答复，小杰与Shirley之女Cindy交往后渐生爱意。
山下组派高田进一组长来港调查事件，而高田进一就是原来的高树培，他原来还是Shirley的丈夫、Cindy的生父；他更查出保罗遭綁票乃是錢銀瓜葛所致，原因是白朗挪用山下组的一筆數以億計的巨款。
高树培得知此事与范志洪有关，便著志洪带Shirley赶快离港。不料志洪遭到白朗出卖，小杰和Cindy同被山下组所杀，小杰死前揭露了白朗的偽善。最后志洪和树培去找白朗和極道报仇雪恨。

## 角色
| 演員   | 角色            | 粵語配音        | 備註                                     |
| 劉德華 | 杰仔            | 黃志成          | 白朗養子                                 |
| 萬梓良 | 志洪            | 朱子聰          | 前警務人員                               |
| 陳惠敏 | 高树培/高田进一 | 陳惠敏          | 日本極道組長                             |
| 姚煒   | Shirley         | 陸惠玲          | 樹培之妻，志洪之前度兼追求对象，酒吧老板 |
| 簡慧真 | Cindy           |                 | Shirley与培哥之女                        |
| 吳孟達 | 十一哥          | 張炳強          | 樹培之同門，後良心發現而跟炳叔反目       |
| 成奎安 | 大傻            | 成奎安 / 陳永信 | 樹培之同門，後良心發現而跟炳叔反目       |
| 鄧光榮 | 阿荣            | 張炳強          | 樹培之同門，後良心發現而跟炳叔反目       |

## 其他演員
- Roger Ball飾 白朗，范志洪之前上司，實為黑警，終遭志洪以警槍射殺（粵語配音：盧雄）
- 邵音音飾 白太
- 方野飾 炳叔，樹培之同門，因胳膞肘往外拐偏袒極道而反目，終被樹培執行家法
- 劉玉基飾 炳叔手下，樹培的復仇對象，因謀害小杰及Cindy而遭清算
- 承恩
- 林崇正
- 程鋼
- 伍石郎
- 吳鍾文
- 金偉光
- 黃冠高
- Ricky Kwong
- 鹿村泰祥 饰 中蒼原，日本極道首領，樹培的復仇對象，因犯下幫規而切腹自盡
- 孫國明
- 夏占士
- 朱斗
- 徐寶華
- 周潤堅
- 王志強
- 洪志成
- 許思敏
- 占占士
- 馮萬光
- 黃偉亮
- 李發源
- 賴勝光

## 主題曲
- 《别了江湖》
作曲／填詞：黃霑
歌手：劉德華